# Tvrda moć
Tvrda sila ili tvrda moć je pojam za korištenje prijetnji, sankcija, vojne i ekonomske sile kao način da se utječe na ponašanje ili na korist nekog političkog tijela. 
Ova vrsta političke sile je agresivna vrsta utjecaja i najdjelotvornija, kada se nametne od ekonomski i vojno moćnog političkog tijela na drugo političko tijelo koje ima manju vojnu ili ekonomsku moć.
 Tvrda sila je suprotna mekoj moći, koja crpi svoju snagu iz: diplomacije, kulture i povijesti.